# Tous en scène (film, 1953)
Pour les articles homonymes, voir The Band Wagon et Tous en scène (homonymie).
Ne doit pas être confondu avec Tous en scène (film, 2016).
Pour plus de détails, voir Fiche technique et Distribution.

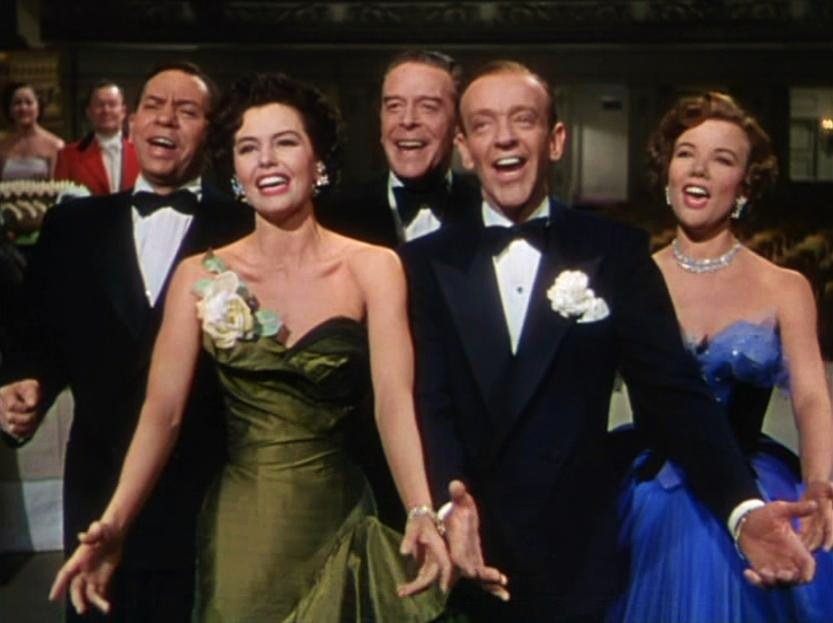
De gauche à droite : Oscar Levant, Cyd Charisse, Jack Buchanan, Fred Astaire et Nanette Fabray, dans le numéro final That's Entertainment!.

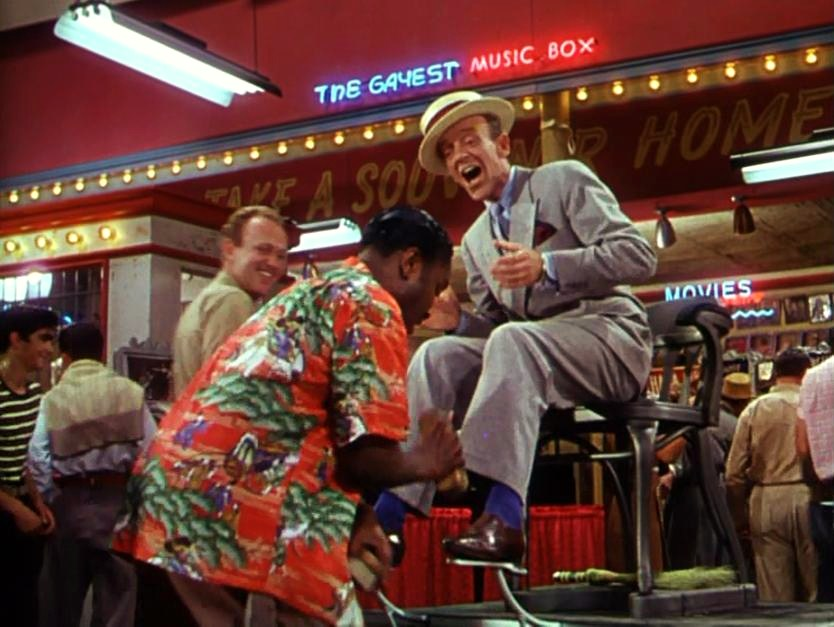
Fred Astaire dans le numéro Shine on Your Shoes.

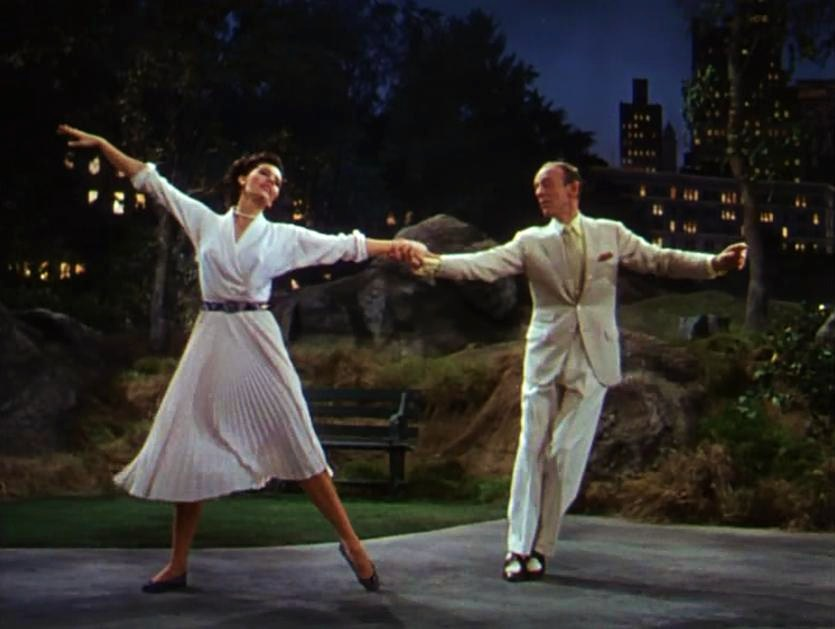
Cyd Charisse et Fred Astaire dans le numéro Dancing in the Dark.

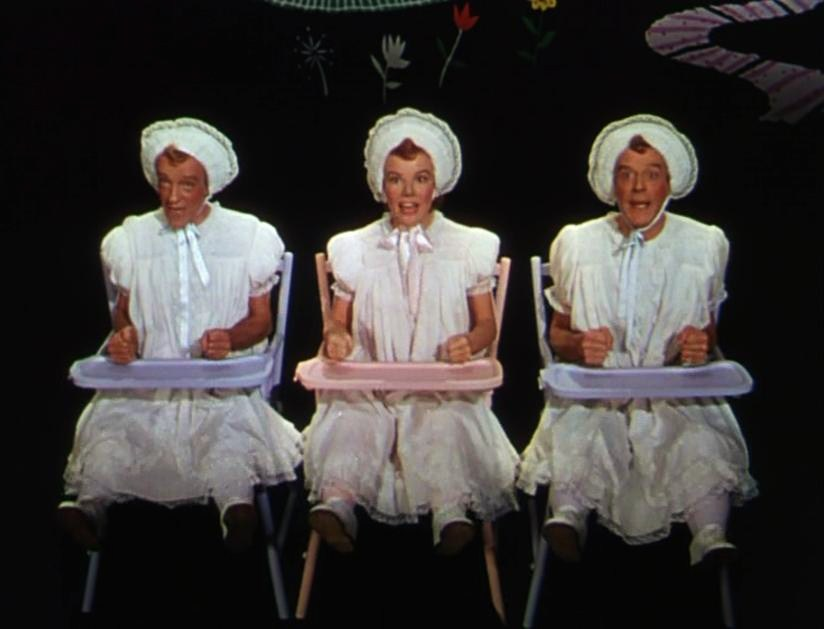
De gauche à droite : Fred Astaire, Nanette Fabray et Jack Buchanan dans le numéro Triplets.

Tous en scène (The Band Wagon) est un film musical américain de Vincente Minnelli, sorti en 1953, librement inspiré de la revue The Band Wagon créée en 1931 à Broadway.

## Synopsis
Arrivée de Tony Hunter (Fred Astaire) à New York. Ses amis et scénaristes Marton (Oscar Levant et Nanette Fabray) l’accueillent à la gare. Tony les quitte pour faire la tournée de Broadway, il danse et chante avec un cireur de chaussures noir (Leroy Daniels). Les Marton et Tony assistent à la fin d’Œdipe roi, monté et joué par Jeffrey Cordova (Jack Buchanan). Tony finit par se laisser convaincre de jouer dans la nouvelle revue des Marton, que Cordova pense comme un Faust moderne. Cordova engage Paul Byrd (James Mitchell) pour la chorégraphie de la revue et l’amène à proposer sa compagne, la danseuse classique Gabrielle Gérard (Cyd Charisse), comme partenaire de Tony. La première rencontre de Tony et Gabrielle, chez Cordova, après le ballet de Gabrielle, se passe mal : Tony a peur que Gabrielle soit plus grande que lui, Gabrielle est heurtée par l’inspection minutieuse de Tony, qu’il n’explique pas. Les répétitions se passent mal, Tony quitte la revue. Gabrielle est envoyée chez Tony pour lui faire des excuses. Finalement, il s’excuse de ses mauvaises manières. Ils sortent et dansent ensemble dans un parc. Une idylle s’ébauche, sous l’œil jaloux de Paul. La première est un four, le public est rebuté par l’intellectualisme poussé de Cordova. Tony prend la direction de la revue, repensée dans le sens du divertissement et de la gaieté. La première à New York est un triomphe, Gabrielle avoue son amour à Tony devant toute la troupe, à l’issue de la représentation.

## Genèse
Les studios de la 20th Century Fox, propriétaires des droits de la revue éponyme de Broadway, se firent acheter par Freed celui d’utiliser le titre du film The Band Wagon, pour la somme de 10 000 $.
Pour le rôle de Cordoba, les acteurs Clifton Webb, Vincent Price et Edward G. Robinson sont d’abord pressentis. C’est finalement Jack Buchanan qui est retenu. Les répétitions commencent le 11 août 1952 et ce, pour six semaines. Le tournage débute le 3 septembre 1952. Le partenaire d’Astaire, LeRoy Daniels, pour le numéro se déroulant dans une galerie de machines à sous, était un authentique cireur de chaussures découvert dans une rue de Los Angeles. La machine à sous en forme d’orgue de Barbarie, réalisée par Oliver Smith, mobilisa quinze dessinateurs du studio et coûta la somme de 8 800 $. L’enregistrement musical de The Girl Hunt et le tournage de ce numéro, qui coutèrent 314 475 $, commencèrent respectivement le 9 janvier 1953 et le 12 janvier 1953. Le tournage d’une durée de cinquante-cinq jours fut achevé le 28 janvier 1953.

## Analyse
Le film est produit par Arthur Freed pour la MGM dans la foulée de Chantons sous la pluie.
Le couple d'amis scénariste est presque un autoportrait de ceux du film Betty Comden et Adolph Green ; l'aversion d'Astaire pour les partenaires plus grandes que lui était bien réelle ; le personnage de Cordova est largement inspiré de José Ferrer ; The Band Wagon, le titre original, est celui d'une revue créée à Broadway par Astaire et sa sœur Adele en 1931.
La chanson du film, That's Entertainement!, est devenue emblématique de ce deuxième âge d'or de la comédie musicale, au point de devenir le titre original d'un film d'anthologies du genre, Il était une fois Hollywood sorti en 1974, dont le succès engendra deux suites en 1976 et 1994.
Parmi les séquences les plus remarquables sont souvent cités le « pas de deux » dans le parc  d'Astaire et Charisse (Dancing in the Dark), le numéro des triplés (Triplets) et celui d'Astaire dans le parc de jeux (Shine on Your Shoes).
Le film, qui dure presque deux heures, était initialement plus long. Des numéros furent coupés, notamment celui qui offrait à James Mitchell l'opportunité de danser davantage.

## Fiche technique
- Titre : Tous en scène
- Titre original : The Band Wagon
- Réalisation : Vincente Minnelli, assisté de Jerry Thorpe
- Scénario : Betty Comden, Adolph Green (Alan Jay Lerner, non crédité, pour la scène Girl Hunt)
- Production : Arthur Freed pour MGM
- Directeur de la photographie : Harry Jackson et George Folsey (non crédité)
- Cadreur : Robert J. Bronner (non crédité)
- Musique originale : Arthur Schwartz
- Lyrics : Howard Dietz
- Chorégraphie : Michael Kidd
- Direction artistique : Cedric Gibbons, Preston Ames
- Décors des numéros musicaux : Oliver Smith
- Maquillage : Sydney Guilaroff, William Tuttle
- Costumes : Mary Ann Nyberg (en)
- Montage : Albert Akst
- Décors : Edwin B. Willis, Keogh Gleason, Oliver Smith (numéros musicaux)
- Budget : 2 169 000 $ (estimation)
- Recettes USA-étranger : 3 555 000 $
- Pays d'origine :  États-Unis
- Langue : anglais
- Genre : Film musical (backstage musical) et comédie romantique
- Format : Couleurs (Technicolor) - 1,37:1 - 35 mm
- Durée : 112 minutes
- Dates de sortie :
  - États-Unis: 7 août 1953
  - France : 3 février 1954

## Distribution
- Fred Astaire  (V.F : Roger Rudel, dialogues et Lucien Jeunesse, chant) : Tony Hunter
- Cyd Charisse  (V.F : Nelly Benedetti) : Gabrielle Gerard
  - India Adams : voix chantée de Gabrielle Gerard
- Oscar Levant  (V.F : Jean Martinelli) : Ted/Lester Marton
- Nanette Fabray  (V.F : Nadine Alari) : Lily Marton
- Jack Buchanan (V.F : Jean Marchat, dialogues et Michel Rivgauche, chants) : Jeffrey Cordova
- James Mitchell  (V.F : Andre Falcon) : Paul Byrd
- Robert Gist : Hal Benton
- Lotte Stein

Acteurs non crédités
- Ava Gardner : elle-même (caméo)
- Don Beddoe : producteur
- Leroy Daniels : cireur de chaussures
- Thurston Hall : Colonel Tripp
- Stuart Holmes : investisseur
- John Lupton : Jack
- Herb Vigran : passager du train

## Numéros musicaux
1. By Myself — Tony
2. Shine on Your Shoes — Tony et un cireur de chaussures
3. That's Entertainment! — Jeffrey, Tony, Lester et Lily
4. The Beggars Waltz — Cyd Charisse, James Mitchell
5. Dancing in the Dark — Tony et Gabrielle
6. You and the Night and the Music — chœur
7. Something to Remember You By — chœur
8. High and Low — Chorus
9. I Love Louisa — Tony, Lester, et Lily
10. New Sun in the Sky — Gabrielle
11. I Guess I'll Have to Change My Plan — Tony et Jeffrey
12. Louisiana Hayride — Lily et chœur
13. Triplets — Tony, Jeffrey, et Lily
14. Girl Hunt Ballet — Tony et Gabrielle
15. That's Entertainment! (Final) — Jeffrey, Tony, Gabrielle, Lester, Lily et chœur

Supprimés au montage (chansons de Howard Dietz et Arthur Schwartz) :
- Never Marry A Dancer
- Gotta a Brand New Suit
- Alone Together
- Two-Faced Woman
- Sweet Music
- You Have Everything

## Distinctions
- Nommé aux Oscars 1954 pour les Oscars (Academy Awards)
  - de la meilleure écriture (histoire et scénario) : Betty Comden et Adolph Green
  - de la meilleure musique (orchestration d’un film musical) : Adolph Deutsch
  - des meilleurs costumes (film en couleur) : Mary Ann Nyberg

- Nommé aux Writers Guild Awards West (WGAW) de 1954
  - du musical : Betty Comden et Adolph Green

## Divers

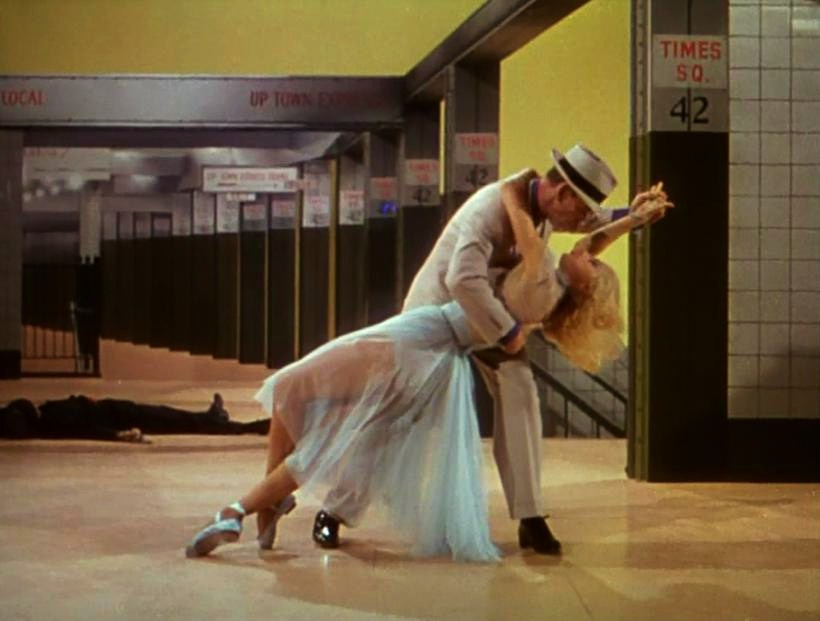
Cyd Charisse et Fred Astaire dans le numéro
Girl Hunt Ballet.

- Michael Jackson s'inspira du film, et notamment du numéro Girl Hunt Ballet pour son clip Smooth Criminal (1988).